# Espigall

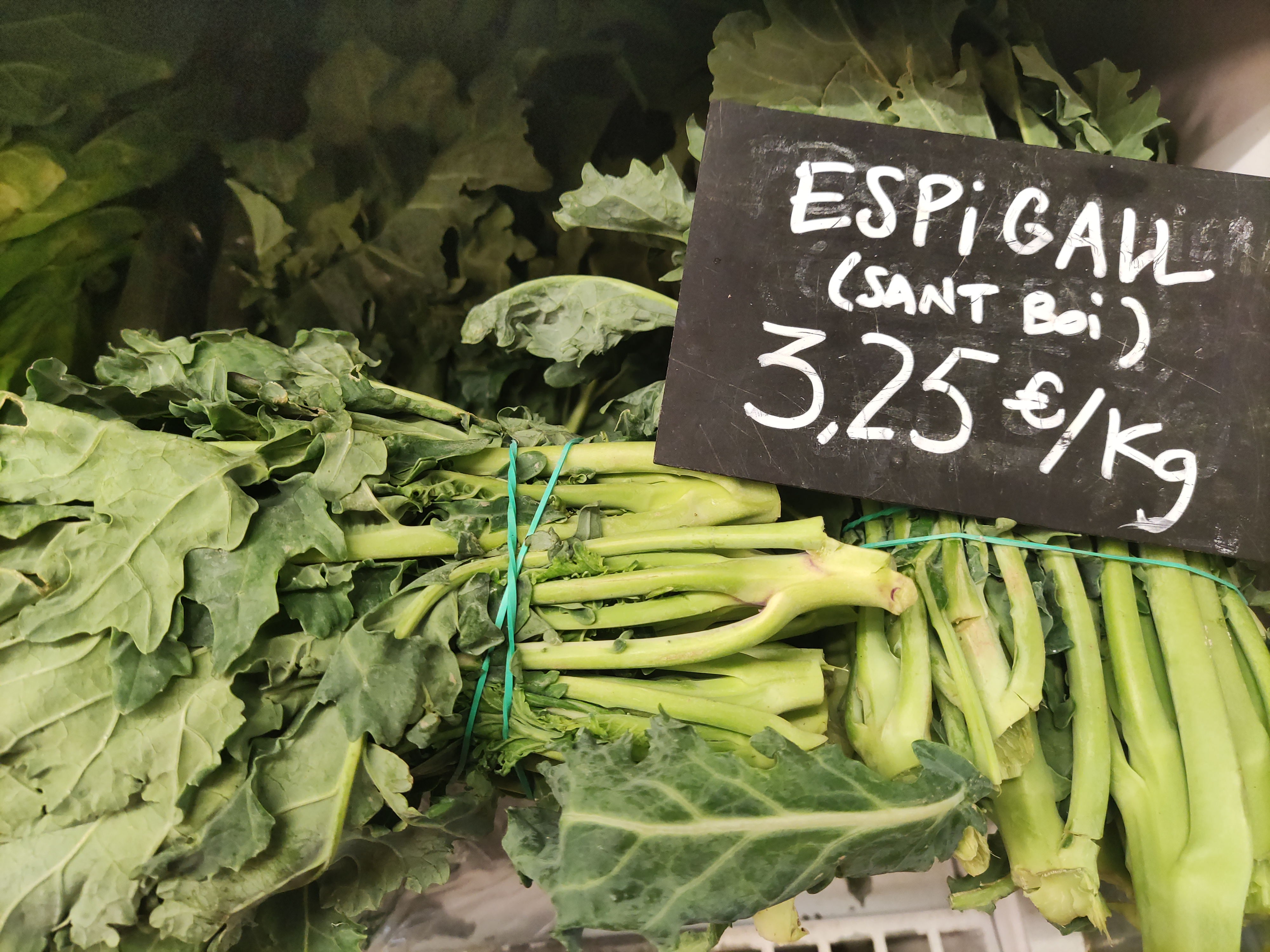
Espigall en una botiga de productes ecològics

L'espigall és una verdura provinent de la col farratgera (Brassica oleracea L. var. acephala), una varietat de col que no fa cabdell, només fulla, conreada principalment a la zona de la comarca del Garraf. Va estar a punt d'extingir-se perquè els pagesos que la conreaven veien com sempre se'ls quedava a la parada, sense arribar a vendre-la. A mitjans dels anys 1990 un grup de pagesos va entossudir-se a recuperar-la, i a partir del 2013 hi va haver l'impuls definitiu per mitjà de la Fundació Miquel Agustí.
D'aquesta col surten dos productes, els brotons i els espigalls, segons l'època de l'any i el seu estadi de creixement. D'octubre a novembre es cullen els brotons, que són brots que surten de l'axil·la de les fulles una vegada se'ls talla l'ull principal, i tenen molta fulla retallada; mentre que els espigalls, més amunt en la planta i més tardans, són inflorescències immadures que apareixen de gener a març, acompanyats de poques fulles però grosses i retallades.
L'espigall té les propietats nutritives de les cols. Aquesta verdura admet diferents formes de preparació: es pot fer sola, passada per la paella amb all i botifarra, o amb cansalada i mongetes o cigrons. Es pot coure al vapor, però generalment es bullen amb molta aigua i sal de 7 a 15 minuts, després d'haver tallat les fulles a trossos, que s'afegeixen a l'aigua quan ja bull. Pot anar acompanyada de cansalada o arengades, però també es pot fer en cremes, escumes o sopes, i pot acompanyar carn, peix o altres verdures.